# Vladimir Plahotniuc
Vladimir Plahotniuc (n. 1 ianuarie 1966, Pitușca, raionul Călărași, RSS Moldovenească, URSS), cunoscut și ca Gandoras, este un politician și om de afaceri din Republica Moldova, prim-vicepreședinte al Parlamentului Republicii Moldova între 30 decembrie 2010 și 15 februarie 2013 și fost deputat în trei mandate: 28 noiembrie 2010 – 7 noiembrie 2013, 30 noiembrie 2014 – 30 iulie 2015 și 24 februarie 2019 – 30 iulie 2019. El a fost președintele Partidului Democrat din Moldova din 24 decembrie 2016 până pe 24 iunie 2019.
Din iunie 2019 este declarat ca fugar și dat în urmărire internațională. Pe 22 iulie 2025 a fost arestat de poliția elenă pe aeroportul din Atena.

## Biografie
Vladimir Plahotniuc (numele de familie este de origine ucraineană - Plakhotnyouk/ucraineană Плахотнюк) s-a născut pe 1 ianuarie 1966, în satul Pitușca din raionul Călărași, RSS Moldovenească, URSS. După cum afirma într-un interviu, a fost educat mai mult sub influența părinților și a bunicilor săi. A învățat la școala medie din satul Grozești, raionul Nisporeni. În 1991 a absolvit Universitatea Tehnică din Moldova cu diploma de inginer în specialitatea Tehnologia Industriei Alimentare. În 2002 a obținut titlul de Master în Business și Administrare la aceeași universitate. În 2006 a devenit licențiat în drept, profilul Jurisprudență, specialitatea drept, la Universitatea de Studii Europene din Moldova.

## Cariera profesională
În perioada 1991–1993 a ocupat poziția de specialist la Centrul pentru prevenirea și reabilitarea victimelor minore „Minor”, afiliat Primăriei municipiului Chișinău. A îndeplint funcția de economist la „Euro Est Hundel” Ltd Moldova, apoi a lucrat la „Voyage” Ltd Moldova. În intervalul anilor 1995–1998 a fondat Grupul Financiar Moldo-American „Angels”, pe care l-a condus până în 2001. Între 2001–2010 a îndeplinit funcția de director comercial, iar mai apoi director general al „Petrom Moldova” SA, ocupându-se cu importul și distribuția petrolului. Din 2005 a ocupat funcția de vicepreședinte al Consiliului de Administrare al Băncii Comerciale Victoriabank, una dintre cele mai importante bănci din Republica Moldova, după care în 2006 a devenit președinte al acesteia, funcție pe care a deținut-o până în ianuarie 2011.

## Activitatea politică
Fostul președinte moldovean Vladimir Voronin a declarat că Plahotniuc a fost consilierul președintelui român Ion Iliescu în anii 2000.
La data de 19 noiembrie 2010, în cadrul ședinței biroului politic al Partidului Democrat din Moldova, a fost luată decizia ca Vladimir Plahotniuc să fie candidatul la funcția de deputat cu numărul 2 pe lista acestui partid. La 30 decembrie 2010, în cadrul ședinței Consiliului Național Politic al PDM, s-a decis numirea lui Vlad Plahotniuc în funcția de vicepreședinte al Partidului Democrat din Moldova. În aceeași zi a fost ales prim-vicepreședinte al Parlamentului Republicii Moldova. A fost ales membru al Comisiei economie, buget și finanțe al Parlamentului Republicii Moldova.
La 19 mai 2011, prin decret prezidențial, Marian Lupu a constituit Consiliului Național pentru reforma organelor de ocrotire a normelor de drept în care a fost inclus și Vlad Plahotniuc ca vicepreședinte. La sfârșitul lui octombrie 2013 a renunțat la mandatul de deputat, declarând că se va dedica intens activității în cadrul partidului.
La alegerile parlamentare din noiembrie 2014 a fost ales iar în funcția de deputat în Parlamentul Republicii Moldova. Și-a depus mandatul la 30 iulie 2015, imediat după votarea Guvernului Streleț.
Pe 15 octombrie 2015, în ziua lipsirii de imunitate parlamentară a lui Vlad Filat și arestarea acestuia, Vlad Plahotniuc anunța, printr-o postare pe Facebook, că se auto-suspendă din funcția de prim-vicepreședinte al PDM, dar și de cea de membru de partid, până la clarificarea anchetei în cazul BEM, după cum afirma el: „pentru a nu se face insinuări că ar influența ancheta și a nu afecta imaginea PDM”.
Pe 21 decembrie 2015, printr-o postare pe Facebook, Vlad Plahotniuc și-a anunțat revenirea în politică și în Partidul Democrat. El declara atunci că va „participa în mod direct la formarea majorității parlamentare care să asigure o guvernare stabilă și care sper să reușească să cumuleze inclusiv voturile necesare pentru alegerea președintelui țării în luna martie, anul viitor”. La câteva ore după aceasta, în dimineața zilei de 21 decembrie, un grup de 14 deputați comuniști au anunțat că părăsesc fracțiunea Partidului Comuniștilor și că vor forma propria platformă parlamentară: Platforma Social Democrată Pentru Moldova. PDM și grupul de ex-comuniști începuseră să poarte discuții privind formarea unei majorități parlamentare, iar Vlad Plahotniuc afirma atunci că susține ideea de a fi creată o platformă social-democrată majoritară în Parlament. Cei 14 deputați aderă la PDM în martie 2017.
Pe 13 ianuarie 2016, majoritatea parlamentară nou-formată l-a înaintat pe Vlad Plahotniuc la funcția de prim-ministru. Președintele Republicii Moldova, Nicolae Timofti, a respins candidatura lui cu motivația că „există suspiciuni rezonabile că domnul Vladimir Plahotniuc nu întrunește criteriile de integritate necesare desemnării sale în funcția de prim-ministru, având în vedere și faptul că prin Hotărârea nr. 5 din 15.02.2013 a Parlamentului Republicii Moldova, publicată în Monitorul Oficial pe data de 22.02.2013, domnului Vladimir Plahotniuc i s-a exprimat vot de neîncredere, în calitatea sa de prim-vicepreședinte al Parlamentului, aducându-i-se acuzații de implicare în activități ilegale care vin să prejudicieze imaginea Parlamentului și a Republicii Moldova”. Concomitent au loc ample manifestații, atât în susținerea lui Plahotniuc la funcția de Prim-ministru al Republicii Moldova, cât și contra numirii acestuia la funcția de Prim-ministru al Republicii Moldova, dar și contra învestirii unui guvern condus de democratul Pavel Filip, pe motiv că acesta ar fi din cercul lui Plahotniuc.
În același an, Plahotniuc devine coordonatorul executiv al Consiliului coaliției de guvernare Din această funcție, își declară susținerea proceselor de modernizare a Republicii Moldova și a apropierii ei de Uniunea Europeană, inclusiv prin articole publicate în presa occidentală
La al VIII-lea Congres al Partidului Democrat din Republica Moldova, pe data de 24 decembrie 2016, Vlad Plahotniuc este ales președinte al formațiunii pentru următorii șapte ani. În discursul de susținere a candidaturii, Vlad Plahotniuc și-a expus viziunea despre PDM drept un partid „care livrează rezultate concrete, care duce lucrurile până la capăt, un partid al acțiunii”. La data de 8 februarie 2017, cu prilejul marcării a 20 de ani de la fondarea formațiunii PDM, liderul acestuia, Vladimir Plahotniuc, a declarat despre faptul că partidele politice din Moldova trebuie să se schimbe: „să lucreze pentru oameni”. „PDM este partidul care a demonstrat, nu o singură dată, generozitate politică și a luat deciziile necesare asigurării stabilității țării. Chiar dacă de multe ori asta a însemnat pierderi politice importante pentru partid, dar câștiguri importante pentru țară”, a punctat Plahotniuc.
Plahotniuc a fost ales vicepreședinte al Internaționalei Socialiste în cadrul celui de-al XXV-lea Congres al organizației, desfășurat în perioada 2–4 martie 2017 în [Cartagena de Indias|Cartagena, Columbia]]. În cadrul întâlnirilor au fost discutate evoluțiile politice din Republica Moldova și statele de proveniență ale interlocutorilor, cât și aspecte privind eforturile de menținere a păcii și stabilității în plan local, regional și mondial.
La 6 martie 2017, în cadrul unei conferințe de presă, Vlad Plahotniuc a inițiat proiectul de reformare a sistemului electoral din Republica Moldova, declarând că partidul pe care îl conduce propune și susține ca sistemul electoral să fie uninominal și să ofere „posibilitatea reală cetățenilor să decidă pe cine trimit în Parlament”, dar și să demită deputatul înainte de termen, dacă acesta îi va dezamăgi sau va comite acte de corupție. Ca urmare la această inițiativă, Partidul Democrat din Moldova lansează o campanie de informare și promovare a reformei propuse de Plahotniuc. Proiectul a fost criticat și în țară, unde 18 ONG-uri au anunțat boicotarea dezbaterilor pe marginea propunerii, și în străinătate, unde europarlamentara Monica Macovei a calificat sistemul propus drept „periculos” pentru democrația fragilă din Republica Moldova, întrucât „oligarhii ar putea să cumpere voturile”. În urma campaniei de promovare dusă de PDM, 32% din respondenții unui sondaj efectuat în Republica Moldova de IMAS la comanda Promo-LEX s-au pronunțat în favoarea acestei reforme, în timp ce 23% doreau păstrarea sistemului existent și 21% înclinau spre un sistem mixt, de genul celui propus de președintele Dodon.
La sfârșitul lunii martie, Plahotniuc a mai formulat o inițiativă; de această dată a propus ca activitatea fiecărui membru al Partidului Democrat cu funcție de conducere să fie evaluată conform unui Cod de integritate.
La 10 mai 2017, Vlad Plahotniuc a anunțat că formațiunea pe care o conduce va oferi tot sprijinul politic necesar pentru ca Guvernul să inițieze procesul de reformare a administrației centrale. Astfel, se propune ca, din cele 16 ministere existente, să rămână doar 9, iar numeroase agenții să fie comasate în una singură.
În noiembrie 2017, la inițiativa lui Vladimir Plahotniuc,  a fost lansat Programul Prima Casă     , care ulterior a avut continuitate în proiectele Prima Casă 2   și Prima Casă 3 . Implementarea programului ține de Guvernul Filip.
Vlad Plahotniuc a anunțat că, în 2018, guvernarea va asigura reparația și construcția a 1200 de kilometri de drumuri în zonele rurale, indiferent de culoarea politică a localităților. Liderul PDM a cerut ca, acolo unde se vor constata abateri de la calitate, constructorii să fie obligați să le refacă din cont propriu.
La alegerile parlamentare din 24 februarie 2019 a fost ales deputat în Parlamentul Republicii Moldova desemnat de Partidul Democrat din Moldova (PDM) în circumscripția uninominală nr. 17, Nisporeni.

### Diplomație parlamentară
În calitatea sa de Prim-vicepreședinte al Parlamentului Republicii Moldova, Vladimir Plahotniuc a reprezentat interesele Republicii Moldova atât în cadrul deplasărilor oficiale, cât și la întruniri oficiale cu lideri politici din alte state.
În perioada 13-15 iunie 2011, Vlad Plahotniuc a participat la cea de-a IX-a Conferință a Președinților Parlamentelor statelor membre ale Procesului de Cooperare în Europa de Sud-Est (South-East European Cooperation Process). Republica Moldova este stat membru al SEECP din 2006 . De asemenea, a făcut parte din Adunarea Interparlamentară a Țărilor Membre CSI, Adunarea Parlamentară a Consiliului Europei, Grupul de prietenie cu Confederația Elvețiană, Grupul de prietenie cu Republica Elenă și Grupul de prietenie cu Republica Ungară.

### Despre vectorul extern a Moldovei
Vladimir Plahotniuc susține vectorul pro-european al Republicii Moldova, declarând într-un interviu: „Moldova are un singur vector extern și acesta este vectorul european. Iar acest adevăr trebuie spus cu fruntea sus în orice vizită peste hotare, fiindcă țara noastră nu are voie să dea semnale contradictorii de politică externă”. Într-o scrisoare adresată Președintelui american Donald Trump în ianuarie 2017, Plahotniuc declară că „Moldova nu vrea să devină un câmp de luptă, ci mai degrabă o punte între Est și Vest”.

### Poziția asupra interferenței Rusiei în Moldova
Plahotniuc a declarat de mai multe ori că dorește să stopeze interferența Rusiei pe teritoriul Moldovei, aceasta controlând mai multe sfere economice în Moldova: media, sectorul bancar, ONG-uri, asigurări și organizații politice.Pentru a minimiza influența Rusiei în regiune liderul PDM împreună cu coaliția de guvernare au promovat mai multe legi de anti-propagandă și implementat reforme.
Potrivit lui, susținerea Washington-ului și Bruxelles-ului va duce la reunificarea Republicii Moldova și nu va permite instalarea influenței ruse asupra întregului teritoriu a țării. Mesajul liderului PD a fost făcut public de „The Hill” - o revistă americană prestigioasă.

## Afaceri
Vladimir Plahotniuc este un om de afaceri care a gestionat firme din domeniul petrolier, financiar-bancar, hotelier, mediatic și imobiliar.
Pe parcursul carierei sale în mediul de afaceri, Vlad Plahotniuc a fost director comercial, iar mai apoi director general al „Petrom Moldova” S.A., companie pe care a adus-o în poziția de lider pe piața de retail a produselor petroliere. Ulterior, a ocupat funcția de vicepreședinte, iar mai apoi Președinte al Consiliului de Administrație a Băncii Comerciale Victoriabank, una dintre cele mai mari bănci din Republica Moldova. .

### Asociația Oamenilor de Afaceri din Moldova

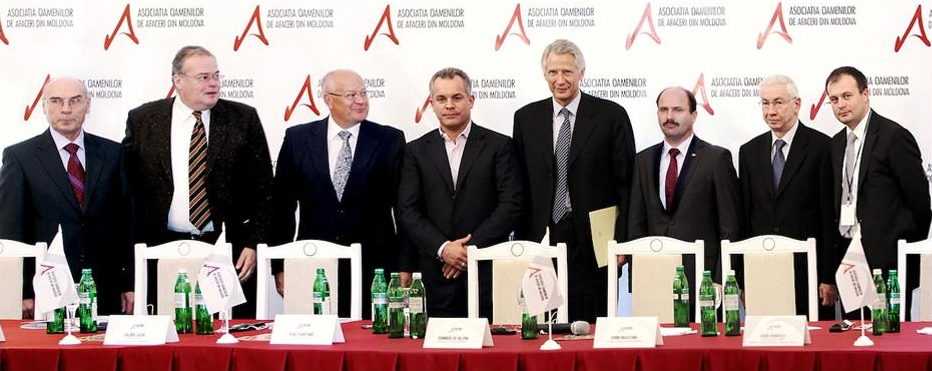
Asociația Oamenilor de Afaceri din Moldova

Înainte de a intra în politică de partea Partidului Democrat din Moldova, în data de 26 iulie 2010, Vladimir Plahotniuc a fondat Asociația Oamenilor de Afaceri din Moldova (AOAM), iar peste două luni și-a lansat activitatea printr-un summit economic internațional la care au mai luat cuvântul politicianul și scriitorul francez Dominique de Villepin (fost ministru de externe în guvernul francez), Andrian Candu (director general AOAM), Valeriu Lazăr (prim-vicepremier, ministru al Economiei și Comerțului), Dorin Drăguțanu (Guvernatorul Băncii Naționale a Moldovei). .
AOAM are drept obiective principale optimizarea cadrului normativ pentru mediul de afaceri,  atragerea investițiilor străine în Moldova, susținerea business-ului mic și mijlociu, sporirea capacității profesionale ale administratorilor de afaceri și promovarea exporturilor.
La inițiativa lui Plahotniuc, AOAM a început colaborarea cu Academia de Științe a Moldovei în contextul în care știința are nevoie de suport din partea mediului de afaceri. La 25 octombrie 2010, în cadrul unui eveniment festiv AOAM a acordat certificate de onoare la primii 100 cei mai buni manageri de top din Moldova.
În scopul îmbunătățirii legislației de business, AOAM s-a definit drept platformă de dialog între guvernare și mediul de afaceri, organizând întâlniri în acest sens în 2016 și 2017.
În 2016 a fost lansat programul de granturi al AOAM care susține tinerii antreprenori. Granturile oferite vor consta în 50 mii lei.
Pentru atragerea investițiilor străine, AOAM organizează în mod regulat – singură sau în parteneriat cu alte organizații – diverse forumuri economice la Chișinău. Pe lângă oameni de afaceri străini și reprezentanți economici ai diferitelor guverne, aceste forumuri s-au bucurat de participarea unor cunoscute personalități internaționale, precum fostul președinte al Comisiei Europene José Manuel Barroso sau Prințul Albert II de Monaco. 
În anul 2017 a fost inițiat proiectul „Școala de Afaceri AOAM”, prin care sunt organizate cursuri gratuite de formare pentru cei interesați de domeniul afacerilor.
AOAM a semnat acorduri de colaborare cu Camera de Comerț și Industrie Franța – Moldova, Camera Bilaterală de Comerț și Industrie Republica Moldova – România, Camera de Comerț Italo-Moldavă, Asociația Oamenilor de Afaceri din Turcia și Azerbaidjan, Consiliul Economic din Monaco, Agenția de Dezvoltare Regională (ADR Nord, ADR Centru și ADR Sud), Organizația Moldovenească pentru Promovarea Investițiilor și Exporturilor (MIEPO), Academia de Științe din Moldova, Universitatea de Stat „Alecu Russo” din Bălți. AOAM este de asemenea membru al United Nations Global Compact.

### Fundația Edelweiss
Vladimir Plahotniuc este cunoscut ca Fondator al "Fundației lui Vlad Plahotniuc Edelweiss". Fondată în anul 2010, Fundația contribuie la dezvoltarea societății prin desfășurarea proiectelor sociale, culturale și educaționale. La nivel național Fundația este remarcată datorită activității continue și campaniilor mari desfășurate, numărul beneficiarilor atingând în prezent cifra de 731 000. Total în șapte ani de activitate Fundația a desfășurat: 25 de campanii naționale, 73 sponsorizări de intervenții și tratamente, a susținut peste 390 de tineri performanți, a dotat 103 școli cu calculatoare noi și a ajutat peste 336 765 mii de familii nevoiașe, numărul acestora fiind în continuă creștere.

## Viața personală
Vlad Plahotniuc este căsătorit cu Oxana Childescu și are doi fii, Timofei și Inochentie. Oxana este fiica pictorului și sculptorului Emil Childescu.
Printre finii de cununie ai lui Vlad Plahotniuc se numără politicianul și omul de afaceri Andrian Candu, dar și Dorin Damir, un om de afaceri, președinte al asociației FEA (Fighting & Entertainment Association), președintele Federației К-1 Amator (WAK-1F Moldova) și vicepreședinte al Federației de Judo din Moldova.

## Controverse
La începutul lui 2011, la scurt timp după alegerea sa în parlament, ziarul Adevărul a descoperit că Plahotniuc deține și cetățenie română, fiind înregistrat sub numele de Vlad Ulinici. El a explicat că a făcut aceasta pentru a-și proteja copiii, dorind să evite ca ei să fie discriminați pe perioada studiilor din România, iar ulterior a anunțat că a cerut ca și în actele românești numele său să devină tot Plahotniuc. Cu toate acestea, Plahotniuc a fost vizat de o anchetă a autorităților din România, pentru utilizarea de identități false. După ce au investigat cauza, sub aspectul săvârșirii infracțiunii prevăzute de articolul 293 din Codul Penal al României – falsul privind identitatea, responsabilii de la Parchetul de pe lângă Judecătoria Buftea au remis dosarul intentat pe numele lui Plahotniuc procurorilor Secției de urmărire penală și criminalistică din cadrul Parchetului de pe lângă Înalta Curte de Casație și Justiție de la București. După câteva luni de cercetări, procurorul care s-a ocupat de acest caz a clasat dosarul pe motiv că infracțiunea cu pricina, ce se pedepsește penal în România, nu este prevăzută în legislația penală a Republicii Moldova. În decembrie 2019, Centrul Național Anticorupție (CNA) a sesizat INTERPOL, Ambasada României, a Statelor Unite ale Americii și Regatului Unit în Republica Moldova despre faptul că Vladimir Plahotniuc, deține încă o identitate cu acte valabile, eliberată pe numele Vladislav Novak. CNA a mai solicitat Ambasadelor Regatului Unit și a SUA din Moldova, identificarea locului aflării lui Plahotniuc, în vederea extrădării sale . Pe 13 ianuarie 2020, Secretarul de Stat american, Mike Pompeo, a declarat că SUA l-a inclus pe Plahotniuc și pe toți membrii familiei sale în lista persoanelor indezirabile pe teritoriul său. Pe 16 iunie 2020, procurorul General al Republicii Moldova, Alexandr Stoianoglo, a solicitat autorităților SUA extrădarea lui Plahotniuc, pentru a fi tras la răspundere în Republica Moldova.
Oficial se cunoaște că până în ianuarie 2011 Vladimir Plahotniuc a îndeplinit, funcția de președinte al „Victoriabank”, una dintre cele mai importante bănci din Republica Moldova. În august 2010 averea lui Plahotniuc era cotată la 300 de milioane de dolari, conform unui top publicat de revista ucraineană de business „Delo”. Banii i-au venit atât de la „Victoriabank”, cât și de la compania „Petrom Moldova”, unde figura ca vicepreședinte al Consiliului de Administrație.
Deși nu apare în actele firmelor, presa de la Chișinău a vehiculat de mai multe ori că Plahotniuc ar deține cel mai luxos hotel din Moldova, „Nobil”. Presa de investigație a scris precum că lui Plahotniuc i-ar aparține dreptul de proprietate asupra hotelului „Codru” din Chișinău, clubului de noapte „Drive” și companiei de pază particulară „Argus–S”.În prezent Moldova Agroindbank este noul proprietar al complexului hotelier Codru, care urmează a fi reconstruit conform cerințelor băncii pentru sediul central MAIB.
Potrivit declarației prezentate de către compania General Media Group Corp., din care fac parte posturile de televiziune Publika TV, Prime TV, Canal 2 și Canal 3 și posturile de radio Publika FM, Maestro FM și MUZ FM (fostul Prime FM), singurul acționar este Vlad Plahotniuc.
În mass-media s-a scris despre faptul că Plahotniuc ar fi finanțat, pe rând, Partidul Comuniștilor, până în 2009, și Partidul Democrat, din 2010. În 2013 Vlad Filat era să declare că Plahotniuc ”și-a cumpărat un loc în politică, iar acum vrea să-și cumpere o țară”. Pentru relațiile sale cu familia fostului președinte comunist, Vladimir Voronin, Vlad Plahotniuc a fost supranumit „cardinalul din umbră” al familiei Voronin.
În anii 2004–2007 Plahotniuc a fost partener neoficial cu Viorel și Victor Țopa, cu ajutorul cărora a preluat controlul asupra băncii Victoriabank și a postului Prime TV. În septembrie 2010, Victor și Viorel Țopa au adresat un memoriu mai multor instituții naționale și internaționale, de stat și publice prin care îl acuzau pe Plahotniuc de atacurile raider din iulie–august 2011 asupra a 4 bănci și a companiei ASITO. După ce cei doi au fost condamnați la 10 și 8 ani de închisoare, respectiv, ei l-au acuzat Vlad Plahotniuc de fabricarea dosarelor, declarând că acestea reprezintă o răfuială politică.Fostul director a VictoriaBank, Victor Țurcanu spune că "Viorel și Victor Țopa sunt niște bandiți, care acum 4 ani, prin escrocherie și-au însușit 14% din acțiunile VictoriaBank".Tot el spune că cei doi mint atunci cînd îl acuză pe Vlad Plahotnouc că ar fi stat în spatele atacurilor raider. În 2016, partenerii Țopa au chemat în judecată, în Olanda, compania Otiv Prime deținută de Plahotniuc, acuzând-o de atac raider asupra Victoriabank. Vlad Plahotniuc a dezmințit acuzațiile. Pe 8 martie 2017 Instanța din Olanda, a respins cererea de chemare în judecată, Victor și Viorel Țopa fiind obligați să achite cheltuielile de judecată în valoare de 1517 euro.
În 2012 s-a aflat că Plahotniuc ar fi fost monitorizat de Interpol, pentru presupuse activități de spălare de bani și asociere la crimă organizată. Vlad Plahotniuc, contestă informațiile precum că numele său ar figura în documentele Interpol, ca ulterior, după câteva săptămâni, să afirme în plenul parlamentului că a fost o perioadă sub monitorizarea Interpol.
Este catalogat drept oligarh,. Lui Plahotniuc i se aduc și învinuiri de trafic de influență asupra întregii clase politice moldovenești. În particular, acesta a fost poreclit „păpușarul”. În iunie 2015, fostul premier Ion Sturza a declarat în cadrul unei emisiuni politice televizate că „Republica Moldova este un stat capturat, și este controlată de Plahotniuc, iar lucrurile în țară ar putea degrada și mai mult”.Într-un interviu citat de Adevarul.ro, Vlad Plahotniuc a declarat că "În ciuda speculațiilor și a unor campanii de manipulare, alegerile în Republica Moldova s-au desfășurat democratic și corect, iar o dovadă este inclusiv faptul că primar a devenit un reprezentant al opoziției. Vă amintiți cât de multe manipulări au existat în această campanie electorală că alegerile vor fi fraudate, în ambele tururi tema asta a fost una principală. S-a dovedit că nu a fost așa și că totul a fost doar minciună și victimizare". El a adăugat că PDM a demonstrat "cât de falsă este teza statului capturat".
În cadrul protestelor de amploare de la Chișinău începute în septembrie 2015, pe 5 octombrie 2015 a fost pichetat și Global Buisness Center, sediul firmelor gestionate de Vlad Plahotniuc. Acolo protestatarii au scandat și au lipit pe pereții clădirii mai multe mesaje adresate împotriva lui Plahotniuc, de asemenea au forțat intrarea în clădire.
Pe 22 ianuarie 2016, jurnalista Natalia Morari i-a adresat o scrisoare deschisă lui Vlad Plahotniuc, în care i-a mulțumit pentru faptul că acesta „a reușit ceea ce n-a făcut clasa politică din Moldova în cei 25 de ani de independență, și anume, să unească până și pe ultimii dușmani ideologici și geopolitici, care încă ieri se scuipau reciproc”. Natalia Morari este directoarea TV7, mai nou TV8, careea în lunile august-noiembrie 2017, "Fundația lui Vlad Plahotniuc Edelweiss" i-a transferat pe conturile lor circa 260 de mii de lei.
În septembrie 2016, numele lui Plahotniuc a fost vehiculat în „jaful secolului”, împreună cu o listă cu numele unor înalți demnitari de stat care au fost implicați în fraudarea sistemului bancar din Republica Moldova cu peste un miliard de dolari.
Conform unui anunț făcut de Poliția Ucrainei⁠(d) în persoana ministrului ucrainean de interne Arsen Avakov⁠(d), Vladimir Plahotniuc a fost ținta unei tentative de omor în aprilie 2017. Inspectoratul General de Poliție a Republicii Moldova a reținut opt persoane, dintre care șase cetățeni ai Moldovei și doi cetățeni ai Ucrainei. Alte nouă persoane au fost arestate în Ucraina.

## Distincții și decorații
Pe 29 august 2007, Vlad Plahotniuc a fost decorat cu Ordinul „Gloria Muncii” de către președintele Republicii Moldova, Vladimir Voronin, „pentru contribuție la reconstrucția Complexului Monastic Curchi și merite în păstrarea și propagarea moștenirii istorico-culturale”, iar în 24 iulie 2014, președintele Nicolae Timofti i-a conferit Ordinul Republicii „pentru contribuții decisive la desăvârșirea obiectivului major de politică externă al Republicii Moldova – asocierea politică și integrarea economică cu Uniunea Europeană”.